# 大ちゃんの釣りに行こう!
『大ちゃんの釣りに行こう!』（だいちゃんのつりにいこう）は、広島県のローカルタレントである「岡田大輔」が主役を務める釣り番組。
1996年から2023年まで通算27年間（1419回）続いた長寿釣り番組である。
当初は福岡県・広島県でのローカル番組だったが、放送エリアが拡大し、西日本をカバーする釣り番組となり、釣りビジョンやテレビ神奈川でも放送していた。

## 概要
- 司会の岡田の会社である「だいすけプロダクション」が制作し、番組販売の形で各放送局に配給していた。
- 1996年に磯釣りをメインとした、九州ローカルの釣り番組としてテレビ西日本（TNC）で放送開始。撮影も九州エリアで行われていた。同年4月より広島テレビ放送（NTV）で放送が開始され、撮影場所も広島・山口・愛媛の瀬戸内海エリアへと広がっていった。
- 1997年4月から、釣具メーカー「リョービ」がスポンサーに加わり関西圏（サンテレビジョン）で放送開始。しかし、リョービの釣具部門撤退により2000年に一時中断するも、2005年4月からシマノ提供でサンテレビでの放映が再開。2006年に番組をリニューアル。2008年放送の第644回からハイビジョン制作（アナログ放送では16:9レターボックスサイズでの放送）へ移行した。
- 2008年8月からはシマノが運営する「SHIMANO TV」にて､過去の放送が配信されていたが、その後は[いつから?]はウキを初めとする釣り具製造メーカー「galtz（ガルツ）」が運営する「galtz TV」で配信されていた。
- 2011年5月6日には、商工センターに「だいすけプロダクション」の新事務所とショールームがオープン。各釣りメーカーの商品が展示されている。[1]。また同年5月11日にはHPが完成した。
- 2015年3月7日に放送1000回を迎えた。
- 2021年4月3日から番組リニューアル。『大ちゃんの釣りに行こう!プラス』としてテレビ新広島で放送開始。
- 2023年4月から、YouTubeにて『大ちゃんの釣りに行こうPhoenix』として第一回放送分からを順次公開中

## 出演者

### 司会
- 岡田大輔（番組プロデューサーを兼任）

### アシスタント
大ちゃんの釣りに行こう!プラス
- Sea（シー）

大ちゃんの釣りに行こう
- 鐘江由希（初代）
- 福田直代
- 二家本梨楓（ネームテロップでは｢にかもとりか｣と表記･2代目）
- 山代亜希（3代目･2009年4月 - 2014年8月23日)
- 山田香織
- 松原千明 (元)
- 橋口美緒 (元)
- 辻はるな (元)
- 藤岡なおこ (元)
- リカ

研修生
- 鈴果
- ミオ

### スタッフ
大ちゃんの釣りに行こう!プラス
- 撮影編集：宮田文夫
- 音楽制作：石田徹
- ディレクター：中島猛
- プロデューサー：岡田大輔

## ネット局・放送時間
| 放送対象地域   | 放送局         | 系列           | 放送日                       | 備考                                            |
| -------------- | -------------- | -------------- | ---------------------------- | ----------------------------------------------- |
| 広島県         | テレビ新広島   | フジテレビ系列 | 土曜 4:30 - 5:00             |                                                 |
| 山口県         | 山口朝日放送   | テレビ朝日系列 | 土曜 5:20 - 5:50             |                                                 |
| 長崎県         | 長崎文化放送   | テレビ朝日系列 | 土曜 6:00 - 6:30             |                                                 |
| 愛媛県         | 愛媛朝日テレビ | テレビ朝日系列 | 土曜 6:00 - 6:30             |                                                 |
| 島根県・鳥取県 | 日本海テレビ   | 日本テレビ系列 | 日曜 5:10 - 5:40             | 2008年8月3日放送開始、2011年6月から放送時間変更 |
| 香川県・岡山県 | 西日本放送     | 日本テレビ系列 | 日曜 5:30 - 6:00             |                                                 |
| 福岡県         | TVQ九州放送    | テレビ東京系列 | 日曜 6:00 - 6:30             |                                                 |
| 熊本県         | 熊本朝日放送   | テレビ朝日系列 | 火曜 2:15 - 2:45（月曜深夜） |                                                 |

過去のネット局
- サンテレビ（独立局）：金曜　22:15 - 22:45（1997年４月〜2000年３月末）　土曜 6:00 - 6:30（2005年4月〜2007年12月29日で終了）
- 釣りビジョン（CS放送）：（2010年5月31日 - 2012年1月30日[2]）
- テレビ神奈川（独立局）：土曜 7:30 - 8:00（2009年4月 - 2016年3月）
- 広島テレビ (日本テレビ系列):月曜（日曜深夜） 2:20 - 2:50(2021年3月29日終了（28日深夜))